# Saint-Martin-d'Ablois
Saint-Martin-d'Ablois és un municipi francès, situat al departament del Marne i a la regió del Gran Est. L'any 2007 tenia 1.465 habitants.

## Demografia

### Població
El 2007 la població de fet de Saint-Martin-d'Ablois era de 1.465 persones. Hi havia 554 famílies, de les quals 104 eren unipersonals (36 homes vivint sols i 68 dones vivint soles), 211 parelles sense fills, 215 parelles amb fills i 24 famílies monoparentals amb fills.
La població ha evolucionat segons el següent gràfic:
Habitants censats

### Habitatges
El 2007 hi havia 613 habitatges, 564 eren l'habitatge principal de la família, 8 eren segones residències i 41 estaven desocupats. 578 eren cases i 35 eren apartaments. Dels 564 habitatges principals, 483 estaven ocupats pels seus propietaris, 68 estaven llogats i ocupats pels llogaters i 13 estaven cedits a títol gratuït; 3 tenien una cambra, 14 en tenien dues, 49 en tenien tres, 117 en tenien quatre i 382 en tenien cinc o més. 432 habitatges disposaven pel capbaix d'una plaça de pàrquing. A 225 habitatges hi havia un automòbil i a 304 n'hi havia dos o més.

### Piràmide de població
La piràmide de població per edats i sexe el 2009 era:
| Homes | Edats   | Dones |
| ----- | ------- | ----- |
| 0     | 95 o +  | 0     |
| 4     | 90 a 94 | 12    |
| 4     | 85 a 89 | 28    |
| 8     | 80 a 84 | 20    |
| 12    | 75 a 79 | 24    |
| 12    | 70 a 74 | 28    |
| 16    | 65 a 69 | 16    |
| 32    | 60 a 64 | 28    |
| 28    | 55 a 59 | 16    |
| 52    | 50 a 54 | 52    |
| 72    | 45 a 49 | 80    |
| 48    | 40 a 44 | 56    |
| 88    | 35 a 39 | 48    |
| 36    | 30 a 34 | 76    |
| 24    | 25 a 29 | 28    |
| 20    | 20 a 24 | 36    |
| 40    | 15 a 19 | 40    |
| 76    | 10 a 14 | 56    |
| 64    | 5 a 9   | 56    |
| 24    | 0 a 4   | 32    |

## Economia
El 2007 la població en edat de treballar era de 978 persones, 741 eren actives i 237 eren inactives. De les 741 persones actives 712 estaven ocupades (378 homes i 334 dones) i 29 estaven aturades (12 homes i 17 dones). De les 237 persones inactives 106 estaven jubilades, 65 estaven estudiant i 66 estaven classificades com a «altres inactius».

### Ingressos
El 2009 a Saint-Martin-d'Ablois hi havia 581 unitats fiscals que integraven 1.462,5 persones, la mediana anual d'ingressos fiscals per persona era de 21.092 €.

### Activitats econòmiques
Dels 63 establiments que hi havia el 2007, 5 eren d'empreses alimentàries, 1 d'una empresa de fabricació de material elèctric, 2 d'empreses de fabricació d'altres productes industrials, 8 d'empreses de construcció, 6 d'empreses de comerç i reparació d'automòbils, 9 d'empreses de transport, 6 d'empreses d'hostatgeria i restauració, 2 d'empreses d'informació i comunicació, 2 d'empreses financeres, 6 d'empreses immobiliàries, 7 d'empreses de serveis, 6 d'entitats de l'administració pública i 3 d'empreses classificades com a «altres activitats de serveis».
Dels 14 establiments de servei als particulars que hi havia el 2009, 1 era una oficina de correu, 1 taller de reparació d'automòbils i de material agrícola, 2 guixaires pintors, 1 fusteria, 2 lampisteries, 3 electricistes, 2 perruqueries, 1 agència immobiliària i 1 saló de bellesa.
Dels 3 establiments comercials que hi havia el 2009, 1 era una botiga de menys de 120 m², 1 una llibreria i 1 una joieria.
L'any 2000 a Saint-Martin-d'Ablois hi havia 76 explotacions agrícoles que ocupaven un total de 700 hectàrees.

## Equipaments sanitaris i escolars
L'únic equipament sanitari que hi havia el 2009 era una farmàcia.
El 2009 hi havia 1 escola maternal i 1 escola elemental.

## Poblacions més properes
El següent diagrama mostra les poblacions més properes.